# Киркинский сельсовет (Магарамкентский район)
Киркинский cельсовет  — административно-территориальная единица и муниципальное образование со статусом сельского поселения в Магарамкентском районе Дагестана Российской Федерации.
Административный центр — село Кирка.

## Население
| 2002  | 2010  | 2012  | 2013  | 2014  | 2015  | 2016  |
| ----- | ----- | ----- | ----- | ----- | ----- | ----- |
| 3199  | ↘2901 | ↘2828 | ↘2765 | ↘2697 | ↘2695 | ↘2668 |
| 2017  | 2018  | 2019  | 2020  | 2021  | 2023  | 2024  |
| ↘2659 | ↘2621 | ↘2584 | ↘2556 | ↘2383 | ↘2366 | ↘2357 |
| 2025  |       |       |       |       |       |       |
| ↘2323 |       |       |       |       |       |       |

## Состав
| № | Населённый пункт | Тип населённого пункта       | Население |
| - | ---------------- | ---------------------------- | --------- |
| 1 | Джепель          | село                         | ↘592      |
| 2 | Кирка            | село, административный центр | ↘929      |
| 3 | Хорель           | село                         | ↘862      |